# Jonas Tranberg
Jonas Petri Tranberg, född 1704, död 19 januari 1767 i Säby församling, Jönköpings län, var en svensk präst. 

## Biografi
Jonas Tranberg föddes 1704. Han var son till komministern i Norra Vi församling. Tranberg blev 1724 student vid Uppsala universitet och prästvigdes 1730. Han blev pastorsadjunkt i Mörlunda församling och 1732 i Tuna församling. År 1732 blev han komminister i Tveta församling och 1746 kyrkoherde i Mörlunda församling. Tranberg blev 1758 kyrkoherde i Säby församling och utnämndes till prost 1761. Han blev 1761 vikarierande kontraktsprost i Norra Vedbo kontrakt, ordinarie 1763. Tranberg var preses på prästmötet 1763. Han avled 1767 i Säby församling.

### Familj
Tranberg gifte sig 1724 med Ingeborg Ternerus. Hon var dotter till kyrkoherden i Vrigstads församling. De fick tillsammans barnen kagtlöjtnanten Petrus Tranberg i Göteborg, jagtlöjtnanten Anton Tranberg i Baresund, lantjägaren Fabian Tranberg på Omberg, Sara Helena Tranberg som var gift med kyrkoherden Fornander på Öland, Ulrika Tranberg som var gift med komministern Ekstrand i Väversunda församling och kyrkoherden Cederlöf i Björkebergs församling, Johanna Tranberg som var gift med hejdriddaren Bergström, en dotter och två söner.